# Барон Ханки

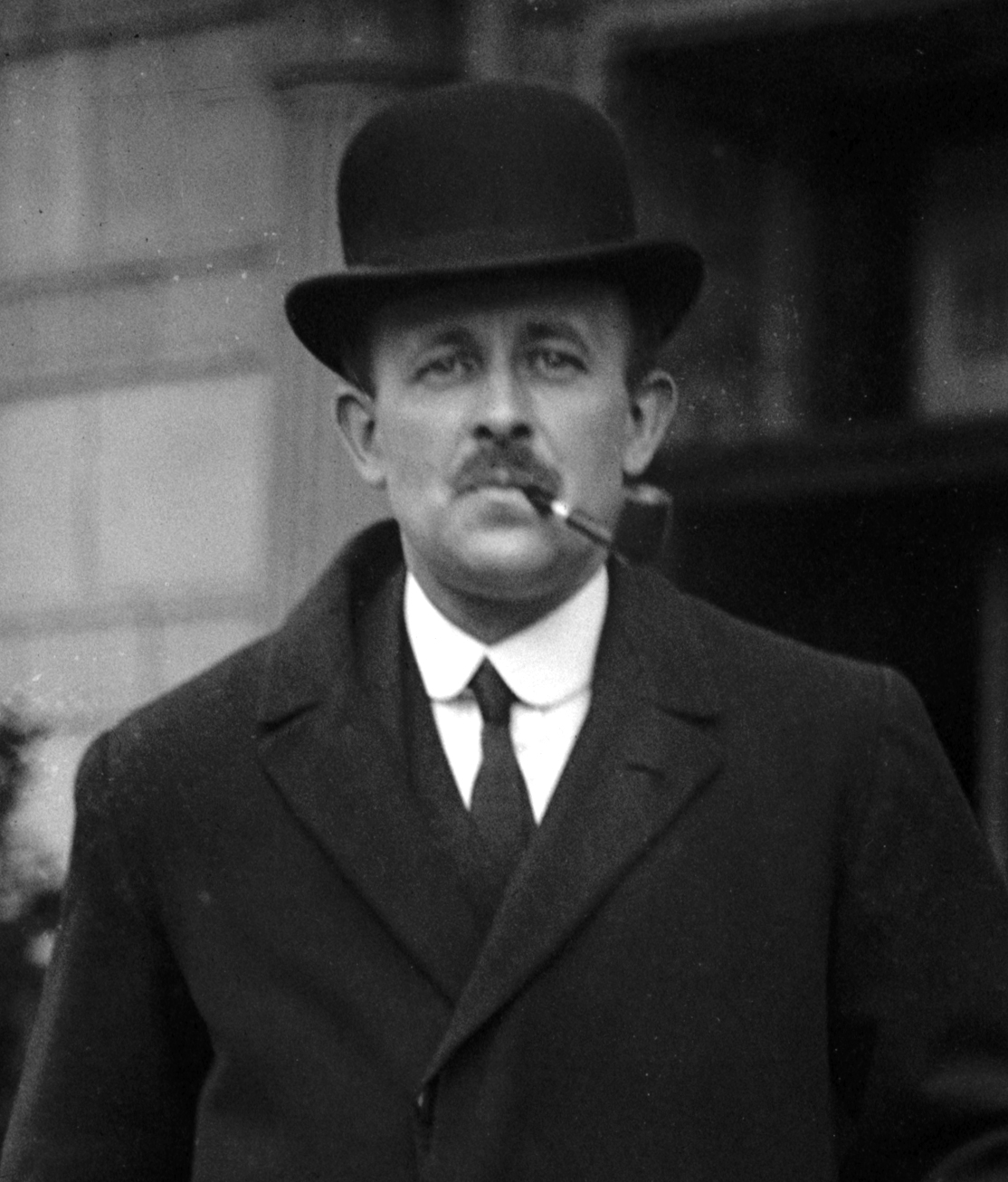
Морис Хэнки, 1-й барон Хэнки (1877—1963)

Барон Ханки из Чарта в графстве Суррей — наследственный титул в системе Пэрства Соединённого королевства. Он был создан 3 февраля 1939 года для государственного служащего, сэра Мориса Ханки (1877—1963). Он занимал посты секретаря комитета имперской обороны (1912—1938), секретаря кабинета министров (1920—1938), клерка Тайного совета (1923—1938), канцлера герцогства Ланкастерского (1940—1941) и генерального казначея (1941—1942). Его старший сын, Роберт Морис Алерс Ханки, 2-й барон Ханки (1905—1996), был дипломатом и служил в качестве посла Великобритании в Швеции (1954—1960). 
По состоянию на 2024 год носителем титула являлся его старший сын, Дональд Робин Алерс Ханки, 3-й барон Ханки (род. 1938), который стал преемником своего отца в 1996 году. Лорд Ханки — архитектор.
Дональд Уильям Алерс Ханки (1884—1916), брат первого барона, был военным и участником Первой мировой войны. Он оставил два тома очерков о британской армии в Первой мировой войне.
Достопочтенный Генри Артур Алерс Ханки (1914—1999), третий сын первого барона, был послом Великобритании в Панаме с 1966 по 1969 год.

## Бароны Ханки (1939)
- 1939—1963: Морис Паскаль Алерс Ханки, 1-й барон Ханки (1 апреля 1877 — 26 января 1963), третий сын Роберта Алерса Ханки (1838—1906)[1]
- 1963—1996: Роберт Морис Алерс Ханки, 2-й барон Ханки (4 июля 1905 — 28 октября 1996), старший сын предыдущего[2]
- 1996 — настоящее время: Дональд Робин Алерс Ханки, 3-й барон Ханки (род. 12 июня 1938), старший сын предыдущего[3]
  - Наследник титула: достопочтенный Александр Морис Алерс Ханки (род. 18 августа 1947), младший брат предыдущего[4].